# Tour de France 1937
Il Tour de France 1937, trentunesima edizione della Grande Boucle, si svolse in ventuno tappe tra il 30 giugno e il 25 luglio 1937, per un percorso totale di 4 415 km. 
Fu vinto per la prima ed unica volta dal passista francese Roger Lapébie (al secondo ed ultimo podio al Tour dopo la terza posizione ottenuta nel 1934). 
Si trattò della quindicesima edizione che vide la vittoria di un corridore di casa.
Lapébie, dodicesimo francese ad aggiudicarsi la corsa, terminò le sue fatiche sulle strade di Francia con il tempo di 138h58'31". 
Al secondo posto della classifica generale si piazzò lo scalatore-discesista italiano Mario Vicini. Il cesenate fu autore di una prestazione atletica straordinaria, essendosi trovato a correre da "isolato" dopo la rovinosa caduta che aveva costretto al ritiro un Gino Bartali fino a quel momento leader della corsa. 
Il passista-scalatore svizzero Leo Amberg (al primo e unico podio della carriera a Parigi) si classificò al terzo posto della graduatoria generale. Amberg fu il primo ciclista elvetico a salire sul podio della corsa a tappe francese.

## Tappe
| Tappa  | Data      | Percorso                                          | km    | Vincitore di tappa                | Leader cl. generale |
| ------ | --------- | ------------------------------------------------- | ----- | --------------------------------- | ------------------- |
| 1ª     | 30 giugno | Parigi > Lilla                                    | 263   | Jean Majerus                      | Jean Majerus        |
| 2ª     | 1º luglio | Lilla > Charleville-Mézières                      | 192   | Maurice Archambaud                | Jean Majerus        |
| 3ª     | 2 luglio  | Charleville-Mézières > Metz                       | 161   | Walter Generati                   | Marcel Kint         |
| 4ª     | 3 luglio  | Metz > Belfort                                    | 220   | Erich Bautz                       | Erich Bautz         |
| 5ª-1ª  | 4 luglio  | Belfort > Lons-le-Saunier                         | 175   | Henri Puppo                       | Erich Bautz         |
| 5ª-2ª  | 4 luglio  | Lons-le-Saunier > Champagnole (Cron. individuale) | 34    | Sylvère Maes                      | Erich Bautz         |
| 5ª-3ª  | 4 luglio  | Champagnole > Ginevra                             | 93    | Léo Amberg                        | Erich Bautz         |
|        | 5 luglio  | giorno di riposo                                  |       |                                   |                     |
| 6ª     | 6 luglio  | Ginevra > Aix-les-Bains                           | 180   | Gustaaf Deloor                    | Erich Bautz         |
| 7ª     | 7 luglio  | Aix-les-Bains > Grenoble                          | 228   | Gino Bartali                      | Gino Bartali        |
| 8ª     | 8 luglio  | Grenoble > Briançon                               | 194   | Otto Weckerling                   | Gino Bartali        |
| 9ª     | 9 luglio  | Briançon > Digne-les-Bains                        | 220   | Roger Lapébie                     | Sylvère Maes        |
|        | 10 luglio | giorno di riposo                                  |       |                                   |                     |
| 10ª    | 11 luglio | Digne-les-Bains > Nizza                           | 251   | Félicien Vervaecke                | Sylvère Maes        |
|        | 12 luglio | giorno di riposo                                  |       |                                   |                     |
| 11ª-1ª | 13 luglio | Nizza > Tolone                                    | 169   | Éloi Meulenberg                   | Sylvère Maes        |
| 11ª-2ª | 13 luglio | Tolone > Marsiglia (Cron. individuale)            | 65    | Gustave Danneels                  | Sylvère Maes        |
| 12ª-1ª | 14 luglio | Marsiglia > Nîmes                                 | 112   | Alphonse Antoine                  | Sylvère Maes        |
| 12ª-2ª | 14 luglio | Nîmes > Montpellier                               | 51    | René Pedroli                      | Sylvère Maes        |
| 13ª-1ª | 15 luglio | Montpellier > Narbonne                            | 103   | Francesco Camusso                 | Sylvère Maes        |
| 13ª-2ª | 15 luglio | Narbonne > Perpignano                             | 63    | Éloi Meulenberg                   | Sylvère Maes        |
|        | 16 luglio | giorno di riposo                                  |       |                                   |                     |
| 14ª-1ª | 17 luglio | Perpignano > Bourg-Madame                         | 99    | Éloi Meulenberg                   | Sylvère Maes        |
| 14ª-2ª | 17 luglio | Bourg-Madame > Ax-les-Thermes                     | 59    | Mariano Cañardo                   | Sylvère Maes        |
| 14ª-3ª | 17 luglio | Ax-les-Thermes > Luchon                           | 167   | Éloi Meulenberg                   | Sylvère Maes        |
|        | 18 luglio | giorno di riposo                                  |       |                                   |                     |
| 15ª    | 19 luglio | Luchon > Pau                                      | 194   | Julián Berrendero                 | Sylvère Maes        |
|        | 20 luglio | giorno di riposo                                  |       |                                   |                     |
| 16ª    | 21 luglio | Pau > Bordeaux                                    | 235   | Paul Chocque                      | Sylvère Maes        |
| 17ª-1ª | 22 luglio | Bordeaux > Royan                                  | 123   | Erich Bautz                       | Roger Lapébie       |
| 17ª-2ª | 22 luglio | Royan > Saintes                                   | 37    | Adolph Braeckeveldt Heinz Wengler | Roger Lapébie       |
| 17ª-3ª | 22 luglio | Saintes > La Rochelle                             | 67    | Roger Lapébie                     | Roger Lapébie       |
| 18ª-1ª | 23 luglio | La Rochelle > La Roche-sur-Yon                    | 81    | Roger Lapébie                     | Roger Lapébie       |
| 18ª-2ª | 23 luglio | La Roche-sur-Yon > Rennes                         | 172   | Paul Chocque                      | Roger Lapébie       |
| 19ª-1ª | 24 luglio | Rennes > Vire                                     | 114   | Roger Lapébie                     | Roger Lapébie       |
| 19ª-2ª | 24 luglio | Vire > Caen (Cron. individuale)                   | 59    | Léo Amberg                        | Roger Lapébie       |
| 20ª    | 25 luglio | Caen > Parigi                                     | 234   | Edward Vissers                    | Roger Lapébie       |
| Totale | Totale    | Totale                                            | 4 415 |                                   |                     |

## Squadre e corridori partecipanti
| N.      | Cod.    | Squadra               |
| ------- | ------- | --------------------- |
| 1-10    | BEL     | Belgio                |
| 11-20   | ITA     | Italia                |
| 21-30   | DEU     | Germania              |
| 31-40   | FRA     | Francia               |
| 41-46   | ESP     | Spagna                |
| 47-52   | NLD     | Paesi Bassi           |
| 53-58   | LUX     | Lussemburgo           |
| 59-64   | CHE     | Svizzera              |
| 65-67   | GBR/CAN | Gran Bretagna/ Canada |
| 101-134 | IND     | Indipendenti          |

## Resoconto degli eventi
L'edizione vide svolgersi in totale 31 frazioni, data la divisione di varie tappe delle venti in programma in plurime frazioni o "semi-tappe".
Al termine della sedicesima tappa di Bordeaux, durante la quale l'organizzazione aveva permesso lungo il percorso reiterate intimidazioni del pubblico francese contro i corridori e i direttori tecnici della squadra belga , fu inoltre inflitta inopinatamente una pesante penalità di 15 minuti a Sylvère Maes, leader della classifica generale, provocando l'abbandono della squadra belga. Ne approfittò il portacolori francese Roger Lapébie che così conquistò la maglia gialla e la mantenne fino a Parigi. Lapébie, su un totale di trentuno frazioni, ne vinse quattro e fu in testa alla classifica generale alla fine delle ultime quattro Tappe . Il belga Éloi Meulenberg fu, con Lapébie, l'altro corridore ad aver vinto fino a quattro frazioni.
Gino Bartali, esordiente alla Grand Boucle, si fece subito notare arrivando alla conquista del primato in classifica al termine della tappa, da lui vinta, di Grenoble (mantenne il primato in classifica anche il giorno dopo, a Briançon, dopo aver scalato in fuga il Galibier). Tuttavia il fiorentino venne costretto, alcuni giorni più tardi, al ritiro a causa dei postumi di una caduta avvenuta pochi giorni dopo la sua conquista della maglia gialla :uscito di carreggiata nelle acque gelide di un torrente , venne salvato dall'annegamento grazie alla prontezza di Camusso; ma , còlto da immediata bronchite, abbandonava la corsa avanti le ulteriori e decisive fatiche Pirenaiche. 
Al Tour de France 1937 parteciparono 98 corridori, dei quali 46 giunsero a Parigi.

## Classifiche finali

### Classifica generale - Maglia gialla
| Pos. | Corridore          | Squadra      | Tempo      |
| ---- | ------------------ | ------------ | ---------- |
| 1    | Roger Lapébie      | Francia      | 138h58'31" |
| 2    | Mario Vicini       | Italia       | a 7'17"    |
| 3    | Léo Amberg         | Svizzera     | a 26'13"   |
| 4    | Francesco Camusso  | Italia       | a 26'53    |
| 5    | Sylvain Marcaillou | Francia      | a 35'36"   |
| 6    | Edward Vissers     | Indipendenti | a 38'13"   |
| 7    | Paul Chocque       | Francia      | a 1h05'19" |
| 8    | Pierre Gallien     | Indipendenti | a 1h06'33" |
| 9    | Erich Bautz        | Germania     | a 1h06'41" |
| 10   | Jean Fréchaut      | Indipendenti | a 1h24'34" |

### Classifica scalatori
| Pos. | Corridore          | Squadra | Punti |
| ---- | ------------------ | ------- | ----- |
| 1    | Félicien Vervaecke | Belgio  | 114   |
| 2    | Mario Vicini       | Italia  | 96    |
| 3    | Sylvère Maes       | Belgio  | 90    |

Note
1. ↑  Codici non ufficiali